# Оксалат нептуния(III)
Оксалат нептуния(III) — неорганическое соединение,
соль нептуния и щавелевой кислоты
с формулой Np2(C2O4)3,

слабо растворяется в воде,
образует кристаллогидраты — тёмно-фиолетовые кристаллы.

## Получение
- Осаждение щавелевой кислотой свежеполученных с помощью электролиза растворов нептуния(III).

## Физические свойства
Оксалат нептуния(III) образует кристаллогидрат состава Np2(C2O4)3•10H2O — тёмно-фиолетовые кристаллы.
Не растворяется в воде.

## Химические свойства
- Не устойчив на воздухе и быстро окисляется, переходя в зелёный оксалат нептуния(IV).